# Rosario Assunto
Rosario Assunto (* 28. März 1915 in Caltanissetta (Sizilien); † 24. Januar 1994 in Rom) war ein italienischer Philosoph, Kunsttheoretiker und Landschaftsästhetiker.

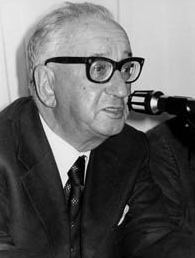
Rosario Assunto

## Leben
Assunto promovierte 1938 in Jurisprudenz, begann dann aber eine Lehrerkarriere. Er studierte von 1944 bis 1951 Philosophie bei dem „kritischen Ontologen“ und Kant-Spezialisten Pantaleo Carabellese (1877–1948) an der Universität La Sapienza. Er wurde Assistent bei Carabellese und nach dessen Tod 1948 bei Luigi Scaravelli (1894–1957). 1955 wurde er Privatdozent, von 1968 bis 1980 war er Professor für Ästhetik an der Universität Urbino. 1981 wechselte er nach Rom, wo er als Professor für Geschichte der italienischen Philosophie lehrte. Dem movimento del Sessantotto (der italienischen 68er-Bewegung) stand er als elitärer Individualist fern und zog sich seit den 1970er Jahren aus der öffentlichen Diskussion zurück. Dazu trug auch die zunehmende Dominanz sprach- und zeichentheoretischer Ansätze in der Philosophie bei, die Assuntos Positionen als unzeitgemäß erscheinen ließ.
Assunto unterhielt zahlreiche Kontakte mit avantgardistischen Künstlern. Verheiratet war er mit der Kunsthistorikerin Wanda Gaeta, die früh verstarb.

## Werk
Intensiv setzte sich Assunto mit antiken, mittelalterlichen, neoklassischen und romantischen Theorien des Schönen auseinander. In Deutschland wurde er vor allem durch Die Theorie des Schönen in Mittelalter (1963, 1982) bekannt, in dem er die Grundbegriffe der mittelalterlichen Theorien über das Schöne anhand von Zitaten ihrer wichtigsten Vertreter seit Augustinus systematisch darlegt. Er zeigt, dass der Begriff der Ästhetik, wie er von Alexander Gottlieb Baumgarten 1750 eingeführt wurde, allenfalls metaphorisch auf mittelalterliche Theorien der Kunst angewendet werden kann. Die mittelalterliche Philosophie begreift die Malerei und Bildhauerei als rein mechanisches Handwerk, das der Anpassung der Materie an die Forms dient, welches im Geist des Künstlers immer schon vorhanden ist. Damit tragen sie zur täglichen Vergegenwärtigung der Idee des Schönen bei. Schönheit ist immer auch ein Instrument moralischer Unterweisung; sie soll Emotionen hervorrufen, die die Lebensführung beeinflussen. Diese Funktion der Kunst verliert sich allmählich, beginnend mit dem Florentiner Trecento. Parallel zur Verbreitung nominalistischer Positionen im scholastischen Diskurs wird das Kunstschöne in der Folge – gipfelnd im Humanismus und der Neoklassik – zunehmend subjektiver bestimmt. Das Kunstwerk als solches bedeutet sich damit nur noch selbst, es wird zum rein ästhetischen Zeichen seiner selbst und löst sich vom rituellen Handeln und vom Mythos.
Seit der Romantik (nur unterbrochen durch die Epoche des Realismus und Naturalismus) werden nach Assunto Werke der Kunst und Literatur wieder zu Bedeutungsträgern ähnlich wie im Mittelalter: Sie repräsentieren Archetypen oder Mythen, allerdings nun im weltlichen Gewand. Wie für Dante (aus theologischer Sicht) und  Sigmund Freud oder Herbert Marcuse (aus psychotherapeutischer Sicht) haben sie eine anagogische Funktion; sie sind mehr als „Zeichen ohne die Welt“, nicht nur „Ornament, kulturelle Sublimierung oder privater Zeitvertreib“, vielmehr verkörpern sie übersinnliche „Sinnbildlichkeit“. Für Marcuse befreit die Kunst den Menschen vom Leistungsprinzip, für Thomas Mann verbindet sie das Einzelbewusstsein mit dem allgemeinen Bewusstsein, mit dem Mythos.
Assunto unterscheidet zwischen vertikaler (anagogischer) und horizontaler Bedeutsamkeit. Vertikal ist die Erforschung der Vergangenheit und der Abgründe der Seele, die der Gegenwart einen Sinn gibt. Horizontal (sozial oder historisch) bedeutsam ist der Verweis auf andere Ausschnitte der Welt, auf die Polis, das soziale Leben, die Welt der Institutionen. Dafür stehen beispielhaft die Kunst und Literatur des Surrealismus, die die Welt zu verändern sucht, oder die Werke Bertolt Brechts und  Luigi Pirandellos, der italienische Film des Neorealismus, aber auch jede Literatur, die auf philosophische Fragen und damit über sich selbst hinaus verweist.
Ein Schwerpunkt seiner Arbeit war die Landschaftsästhetik. In Il paesaggio e l'estetica (1973) zeigt Assunto, dass der Mensch sich seine Landschaft real und geistig selbst sucht und erschafft. In mehreren Werken entwickelt er eine Theorie des Gartens. Beeinflusst wurde er dabei von der deutschen romantischen Naturanschauung. In Ipotesi e postille sull'estetica medioevale (1975) setzt er sich mit der Dichtung Dantes auseinander. Intervengono i personaggi (col permesso degli autori) (1977) ist eine Sammlung satirisch-philosophischer Erzählungen.

## Ehrungen
- Premio Internazionale Carlo Scarpa per il Giardino der Fondazione Benetton Studi Ricerche(1991)

## Werke
- L'educazione estetica, Milano, Viola, 1950.
- Educazione pubblica e privata, Milano, Viola, 1950.
- La pedagogia greca, Milano, Viola, 1952.
- Forma e destino, Milano, Edizioni di comunità, 1957.
- L'integrazione estetica. Studi e ricerche, Milano, Edizioni di comunità, 1959.
- Teoremi e problemi di estetica contemporanea. Con una premessa kantiana, Milano, Feltrinelli, 1960.
- La critica d'arte nel pensiero medioevale, Milano, Il saggiatore, 1961.
- Estetica dell'identità. Lettura della Filosofia dell'arte di Schelling, Università di Urbino, STEU, 1962.
- Giudizio estetico, critica e censura. Meditazioni e indagini, Firenze, La nuova Italia, 1963.
- Die Theorie des Schönen im Mittelalter, Köln, DuMont, 1963, Neuauflage 1982.
- Stagioni e ragioni nell'estetica del Settecento, Milano, Mursia, 1967.
- L'automobile di Mallarmé e altri ragionamenti intorno alla vocazione odierna delle arti, Roma, Ateneo, 1968.
- L'estetica di Immanuel Kant, una antologia dagli scritti a cura di, Torino, Loescher, 1971.
- Hegel nostro contemporaneo, mit Raffaello Franchini und Mario Pensa, Roma, Unione italiana per il progresso della cultura, 1971.
- Il paesaggio e l'estetica, I: Natura e storia, II: Arte, critica e filosofia, Napoli, Giannini, 1973.
- L'antichità come futuro. Studio sull'estetica del neoclassicismo europeo, Milano, Mursia, 1973.
- Ipotesi e postille sull'estetica medioevale. Con alcuni rilievi su Dante teorizzatore della poesia, Milano, Marzorati, 1975.
- Libertà e fondazione estetica. Quattro studi filosofici, Roma, Bulzoni, 1975.
- Intervengono i personaggi (col permesso degli autori), Napoli, Società editrice napoletana, 1977 (Neuausgabe Turin 2019).
- Specchio vivente del mondo. Artisti stranieri in Roma, 1600–1800, Roma, De Luca, 1978.
- Alfred Hohenegger. Esploratore del possibile – Erforscher des Möglichen – Explorer of possible, mit Gustav René Hocke und Elio Mercuri, Roma, De Luca, 1979 (dreisprachig).
- Infinita contemplazione. Gusto e filosofia dell'Europa barocca, Napoli, Società editrice napoletana, 1979.
- Filosofia del giardino e filosofia nel giardino. Saggi di teoria e storia dell'estetica, Roma, Bulzoni, 1981.
- Theorie der Literatur bei Schriftstellern des 20. Jahrhunderts, Reinbek, Rowohlt, 1982.
- La città di Anfione e la città di Prometeo. Idea e poetiche della città, Milano, Jaca book, 1984.
- La parola anteriore come parola ulteriore, Bologna, il Mulino, 1984. ISBN 88-15-00645-1.
- Il parterre e i ghiacciai. Tre saggi di estetica sul paesaggio del Settecento, Palermo, Novecento, 1984.
- Verità e bellezza nelle estetiche e nelle poetiche dell'Italia neoclassica e primoromantica, Roma, Quasar, 1984.
- mit Margherita Azzi Visentini, Italo Zannier (Hrsg.): Il giardino veneto. Storia e conservazione, Venedig 1988.
- Ontologia e teleologia del giardino, Milano, Guerini, 1988.
- Leopardi e la nuova Atlantide, Napoli, Istituto Suor Orsola Benincasa - Edizioni scientifiche italiane, 1988.
- La natura, le arti, la storia. Esercizi di estetica, Milano, Guerini studio, 1990.
- Giardini e rimpatrio. Un itinerario ricco di fascino attraverso le ville di Roma, in compagnia di Winckelmann, di Stendhal, dei Nazareni, di D'Annunzio, Roma, Newton Compton, 1991.
- La bellezza come assoluto, l'assoluto come bellezza. Tre conversazioni a due o più voci, Palermo, Novecento, 1993.

### Beiträge in Zeitschriften
- Die privilegierte Inkompetenz, in: Sprache im technischen Zeitalter, Nr. 2 (1962), S. 148–152.